# Ayoub Abdi
Ayoub Abdi (Chlef, 16 de febrero de 1997) es un jugador de balonmano argelino que juega de lateral derecho en el HBC Nantes. Es internacional con la selección de balonmano de Argelia.
Disputó su primer mundial con la selección en el Campeonato Mundial de Balonmano Masculino de 2021.

## Palmarés

### Selección nacional
| Campeonato Africano | Campeonato Africano | Campeonato Africano | Campeonato Africano |
| Año                 | Lugar               | Medalla             |                     |
| ------------------- | ------------------- | ------------------- | ------------------- |
| 2020                | Túnez               | Medalla de bronce   |                     |
| 2024                | Egipto              | Medalla de plata    |                     |

### CRB Baraki
- Copa de Argelia de balonmano (1): 2018

### HBC Nantes
- Trofeo de Campeones (1): 2024

## Clubes
| Club              | País    | Año       |
| ----------------- | ------- | --------- |
| CRB Baraki        | Argelia | ?-2016    |
| Pays d'Aix UCH    | Francia | 2016-2017 |
| CRB Baraki        | Argelia | 2017-2018 |
| Grenoble SMH38    | Francia | 2018-2019 |
| Fenix Toulouse HB | Francia | 2019-2024 |
| HBC Nantes        | Francia | 2024-Act. |